# Ахметова, Гульнар Хусаиновна
Гульнар Хусаиновна Ахметова (род. 14 ноября 1941 года) — музыковед. Заслуженный деятель искусств РБ (1987). Член Союза композиторов (1971).

## Биография
Гульнар Ахметова родилась 14 ноября 1941 года в Ташкенте.
В 1968 году окончила теоретико-композиторский факультет Музыкально-педагогического института им. Гнесиных в Москве (класс истории музыки К. К. Розеншильда).
В 1961—1962 годах работала преподавателем музыкальной литературы в Республиканском Доме народного творчества, в 1968—1969 годах — педагогом по истории музыки музыкального училища, лектором Ульяновской областной филармонии.
В 1969—1970 годах работала на кафедре истории и теории музыки Института искусств в Уфе. В 1970—1973 годах училась в аспирантуре Башкирского филиала АН СССР.
С 1974 года работала научным сотрудником Института языка и литературы в Уфе, в 1975—1992 годах — лектором Башкирской филармонии.
Научная деятельность Гульнары Ахметовой связана с изучением башкирской народной музыки, изучением музыки башкирских композиторов и исполнителей. В своих работах она впервые систематизировала и исследовала музыкальные произведения, посвященные Салавату Юлаеву.
Ахметовой нотировано более 100 башкирских народных песен и инструментальных мелодий.

## Труды
Гульнар Ахметова — автор более 50 научных статей, 40 передач на Башкирском радио и ТВ.
- Ахметова Г. Х. «Маэстро Родного Урала.» Уфа, 2010
- Ахметова Г. Х. В каждой арии — частица души / Г. Х. Ахметова // Республика Башкортостан. — 2007. — 4 апр.
- Ахметова Г. Х. Нариман Сабитов (камерно-вокальное творчество): музыковедческий очерк / Г. Х. Ахметова. — Уфа: Баш. кн. изд-во, 1982. — 96 с.

## Награды и звания
Заслуженный деятель искусств РБ (1987)